# The Straight Road
The Straight Road is een Amerikaanse dramafilm uit 1914 onder regie van Allan Dwan.

## Verhaal
Moll O'Hara is een vrouw uit de sloppen, die houdt van vechten en drank. Als een slecht befaamde vrouw haar op een dag aanvalt in de kroeg, worden de beide vrouwen opgepakt. Op weg naar de gevangenis worden ze opgemerkt door een welstellend koppel. Ze laten de vrouwen overbrengen naar hun nederzetting en onder invloed van het stel betert Moll haar leven. Al vlug zijn er ook liefdesverwikkelingen in het spel.

## Rolverdeling
| Acteur          | Personage     |
| --------------- | ------------- |
| Gladys Hanson   | Moll O'Hara   |
| William Russell | Bill Hubbell  |
| Iva Shepard     | Lazy Liz      |
| Arthur Hoops    | Douglas Aines |
| Lorraine Huling | Ruth Thompson |